# 刘冠伸
刘冠伸是马来西亚影视男演员。

## 简介
刘冠伸是九十年代马来西亚最有名的华裔演员，是已倒闭的制作公司HVD旗下演员。过后，HVD倒闭，他唯有向北到中国拍剧，直到2007年，被马来西亚电视台ntv7邀请拍摄《天使的烙印》。

## 影視作品

### 電視劇 (ntv7)
- 2007年：天使的烙印 饰 张凯元
- 2008年：有你终生美丽 饰 张伟(Jimmy)

### 電視劇 (中國內地)
- 2002年: 摩登家庭 飾 段飛

### 電影
- 2000年: 黑社會.com 飾 Andy華
- 2000年: 天殺 飾 舒生